# Spalone (pod Średnim Wierchem)
Spalone – polana w Gorcach. Położona jest na wysokości około 1080–1090 m na zachodnim grzbiecie szczytu Średni Wierch. Polana znajduje się na stoku opadającym do doliny Obidowca, jej górnym obrzeżem prowadzi droga leśna. Dawniej była to hala pasterska należąca do miejscowości Obidowa. Z powodu nieopłacalności ekonomicznej od dawna zaprzestano jej użytkowania.
Przez polanę nie prowadzi żaden szlak turystyki pieszej, ale w 2015 r. oddano do użytku trasę narciarstwa biegowego Śladami olimpijczyków z Obidowej na Turbacz. Trasa przebiega przez polanę Spalone i cały ciąg polan na grzbiecie Średniego Wierchu i Solniska. Znajduje się na terenach prywatnych, poza granicami Gorczańskiego Parku Narodowego. Jest niewielka i nie stanowi punktu widokowego.
Polana znajduje się poza obszarem Gorczańskiego Parku Narodowego i należy do wsi Obidowa w województwie małopolskim, w powiecie nowotarskim, w gminie Nowy Targ.

## Trasa narciarska
trasa narciarska: Obidowa (leśniczówka) – dolina Lepietnicy – Podsolnisko – Nad Papiernią – Mała Polana – Nalewajki –Spalone – Gorzec – Średni Wierch – Kałużna – Solnisko – Rozdziele – Turbacz.